# Tutti
Tutti (Italiaans: alle(n)) is een term die aanduidt dat het gehele orkest speelt, in tegenstelling tot de solo, waar (een deel van) het orkest zwijgt. 
De aanduiding tutti wordt vaak in de partituur aangegeven. Ook in de barokmuziek wordt de term gebruikt waar het ripieno en concertino tezamen spelen.
Soortgelijke termen als tutti zijn: tutta, tutte, tutto, waarmee 'het geheel' aangeduid wordt. 
Zo is in pianomuziek soms sprake van tutte le corde ofwel 'alle snaren', wanneer geen demperpedaal (linkerpedaal op de vleugel) dient te worden gebruikt. Dit in tegenstelling tot una corde, ofwel "een" (in de praktijk vaak 2) snaar, met het linkerpedaal.

## Orgeltutti

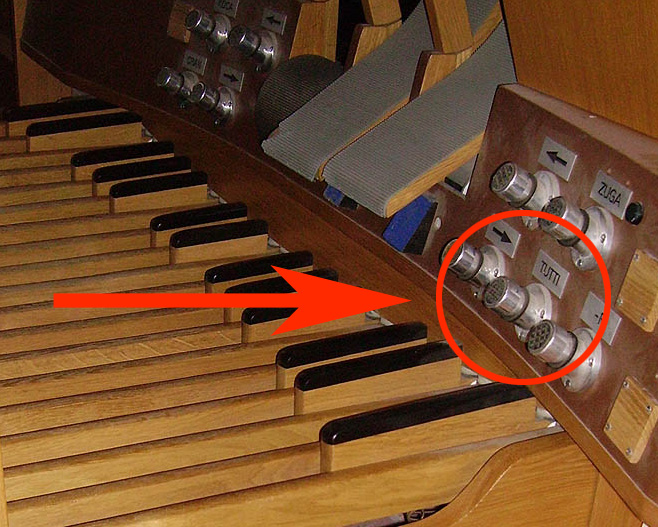
De tutti-'knop' (pedaal) op een orgel

Een andere vorm van 'tutti' is op het orgel te vinden. Het betreft dan een inrichting om in een keer alle registers in te schakelen, die het 'volle werk' vormen. Daarin worden de zachtklinkende, maar wel 'wind' gebruikende, registers echter niet opgenomen.